# 9842 Funakoshi
9842 Funakoshi (1989 AS1) là một tiểu hành tinh vành đai chính được phát hiện ngày 15 tháng 1 năm 1989 bởi K. Endate và K. Watanabe ở Kitami.